# Anna Katharina (Coesfeld)
Die römisch-katholische Pfarrkirche Anna Katharina in Coesfeld wurde 1952 geweiht und liegt im Südwesten der Stadt. Von 1952 bis 2011 war das Patrozinium dem heiligen Laurentius gewidmet, 2011 kam nach einer umfassenden Sanierung ein zweites Patrozinium durch die selige Anna Katharina Emmerick 
hinzu.

## Geschichte
Da nach dem Zweiten Weltkrieg viele Heimatvertriebene nach Coesfeld kamen, wurden neue Wohngebiete erschlossen. Für diesen großen Bevölkerungszuwachs und das vergrößerte Einzugsgebiet waren die beiden Kirchen St. Lamberti und St. Jakobi aber nicht ausgelegt, zumal letztere bis 1956 in Trümmern lag. Deshalb entschied man sich zum Bau der neuen Kirchen St. Laurentius und St. Ludgerus.
Die Kirche wurde 1951 unter Leitung des Architekten Heinrich Schäfer erbaut und am 23. Dezember eingesegnet. Die offizielle Kirchweihe fand am 10. August 1952 durch Weihbischof Heinrich Baaken statt. Der eher schlichte Innenraum wurde nach dem Zweiten Vatikanischen Konzil erstmals umgestaltet. Im Rahmen der Sanierung 2011 wurde der Innenraum durch Eckhard Scholz am Vorbild des ursprünglichen Aussehens modernisiert, ebenso wurde das Seitenschiff abgetrennt und zur Ludgeruskapelle umfunktioniert. Ebenfalls seit 2011 befindet sich das neue Pfarrzentrum Anna Katharina als Anbau neben der Kirche.

## Ausstattung
Der Altar besteht aus Travertin und ist in vier Blöcke, symbolisch für die vier ehemaligen Gemeinden, die in der Pfarrei Anna Katharina aufgegangen sind, aufgeteilt. Der Kreuzeskorpus sowie das Taufbecken stammen aus der 1952 erbauten und 2012 abgerissenen St.-Ludgerus-Kirche. Die Stele des Tabernakels besteht aus Sandstein, welcher früher als Altar der St.-Ludgerus-Kirche diente. Um 1960 schuf Wilhelm Rengshausen die Fenster des Kirchenschiffs.

### Glocken
Die fünf Glocken der Kirche wurden 1960 von Petit & Gebr. Edelbrock in Gescher gegossen. Auf dem Platz im Pfarrzentrum steht die Ludgerusglocke der ehemaligen St.-Ludgerus-Kirche.
| Nr. | Name     | Gussjahr | Gießer            | Schlagton |
| 1   | ?        | 1960     | Petit & Edelbrock | es1       |
| 2   | ?        | 1960     | Petit & Edelbrock | f1        |
| 3   | ?        | 1960     | Petit & Edelbrock | g1        |
| 4   | ?        | 1960     | Petit & Edelbrock | b1        |
| 5   | ?        | 1960     | Petit & Edelbrock | c2        |
| -   | Ludgerus | 1988     | Petit & Edelbrock | a1        |